# 白花龙
白花龙（学名：Styrax faberi）为安息香科安息香属下的一个种。种名faberi以19世纪来中国收集植物的德国人Ernst Faber的名字命名。